# Blîjnie, Krasnohvardiiske
Blîjnie (în ucraineană Ближнє) este un sat în comuna Petrivka din raionul Krasnohvardiiske, Republica Autonomă Crimeea, Ucraina.

## Demografie
Componența lingvistică a localității Blîjnie
     Rusă (66,14%)
     Ucraineană (16,09%)
     Tătară crimeeană (15,67%)
     Belarusă (1,04%)
     Alte limbi (0,63%)
Conform recensământului din 2001, majoritatea populației localității Blîjnie era vorbitoare de rusă (66,14%), existând în minoritate și vorbitori de ucraineană (16,09%), tătară crimeeană (15,67%) și belarusă (1,04%).